# Rosaire Dion-Lévesque
Léo-Albert Lévesque, connu sous le pseudonyme de Rosaire Dion-Lévesque, est un écrivain et journaliste franco-américain né à Nashua au New Hampshire, le 26 novembre 1900 et mort à Nashua le 6 janvier 1974. Il était époux de la poétesse Alice Lemieux-Lévesque.
Il a étudié au Séminaire de Sherbrooke puis à la Sorbonne à Paris.
Il a été journaliste pour le compte de Le Bayou, La Patrie, La Bohème, Le Travailleur, L'Information médicale et paramédicale.
Le fonds d'archives de Rosaire Dion-Lévesque est conservé au centre d'archives de Québec de Bibliothèque et Archives nationales du Québec.

## Publications
- En égrenant le chapelet des jours (1928)
- Les oasis (1930)
- Petite Suite marine. Illustrations de Camille Audette (1932)
- Vita (1939)
- Solitudes (1949)
- Jouets (1952)
- Quête (1963)

## Distinctions
- 1931 : Prix d'Action intellectuelle
- 1931 : Prix de l'Ordre universel du mérite humain
- 1957 : Prix Auguste-Capdeville de l'Académie française
- 1960 : Prix Champlain
- 1964 : Médaille Pierre-Chauveau